# Rhamphochromis
Rhamphochromis is een geslacht van straalvinnige vissen uit de familie van de cichliden (Cichlidae).

## Soorten
- Rhamphochromis esox (Boulenger, 1908)
- Rhamphochromis ferox Regan, 1922
- Rhamphochromis longiceps (Günther, 1864)
- Rhamphochromis lucius Ahl, 1926
- Rhamphochromis macrophthalmus Regan, 1922
- Rhamphochromis woodi Regan, 1922